# Novosady (Holešov)
Novosady (německy Nowosad, ve starší době Neustiefft) jsou bývalé předměstí v Holešově v okrese Kroměříž. Pod názvem Holešov Novosady se do roku 1937 také jednalo o samostatné katastrální území o rozloze asi 4,2 km².

## Historie
Pod názvem Nowosady jsou poprvé zmiňovány v urbáři holešovského panství z roku 1629, kdy je tvořilo 19 domů. Po třicetileté válce zde bylo 15 domů obydlených a 5 domů pustých. Jako Neustiefft (Neugestieffte Gassen) jsou uváděny v roce 1760.
Jednalo se o předměstí Holešova na levém břehu Rusavy, založeno bylo patrně v novověku za účelem umístění řemeslné výroby s vyšší spotřebou vody. V roce 1659 byla u Novosad založena nová ulice zvaná Soukenická, čítající 29 domů (pravděpodobně šlo o prodloužení stávající ulice Novosady). Samostatně byla ulice Soukenická uváděna ještě roku 1760. Na Novosadech, kterými po celé délce protékal mlýnský náhon, stávaly nejméně dva mlýny: mlýn Spálený, připomínaný v urbáři již roku 1583, později přebudovaný na parní mlýn s elektrárnou na stejnosměrný proud, a mlýn Drozdovský, písemně zaznamenaný v urbáři roku 1676 v místech, kde později stála továrna zvaná „košťárna“.
V první polovině 19. století byly Novosady tvořeny dvěma urbanistickými celky: severní frontou Zámecké ulice (dnešní Hankeho ulice), za níž se nachází židovský hřbitov, a zástavbou západně od vlastního města (části ulic Dlažánky, U Potoka a Ztracená – dnešní Nerudova), na níž navazovala ulicovka směrem na Všetuly (dnešní ulice Novosady). Tyto dvě části oddělovala židovská čtvrť. Katastrální území Novosad zahrnovalo celé severní okolí Holešova až k obci Tučapy a zahrnovalo i dvůr Želkov. V 50. a 60. letech 19. století byly Novosady společně s Plačkovem součástí obce Franckovice.
V průběhu 20. století probíhala výstavba na katastru Novosad, částečně na pravém břehu Rusavy. Průmyslová i obytná zástavba zaplnila také prostor mezi západním okrajem Holešova a obcí Všetuly. Ve druhé polovině 20. století byla zbourána severní a západní strana původní ulice Novosady, zejména staré průmyslové objekty (sodovkárna, košťárna, parní mlýn), a nahrazena panelovými, později též cihlovými bytovými domy.
Samostatné katastrální území Novosady bylo zrušeno v roce 1937 a jeho plocha byla přičleněna ke katastru Holešova.

### Továrna na umělá hnojiva
V 19. století existovala na Novosadech továrna na umělá hnojiva, kterou vlastnila židovská rodina Grätzerů. Vyráběla ledky, sírany, fosforovou Thomasovu moučku, klih, kostní moučku a spodium (živočišné uhlí). Hlavní surovinou pro výrobu byly zvířecí kosti (odtud lidový název továrny „košťárna“) a to nejen kosti domestikovaných zvířat zabitých na jatkách, ale též kosti pravěkých zvířat, které se dovážely z naleziště v Předmostí u Přerova. Pouze několik nejzajímavějších předmětů, jako byly mamutí kly a stoličky, zachránili místní osvětoví pracovníci pro vznikající holešovské muzeum.

## Pamětihodnosti
- židovský hřbitov

## Galerie

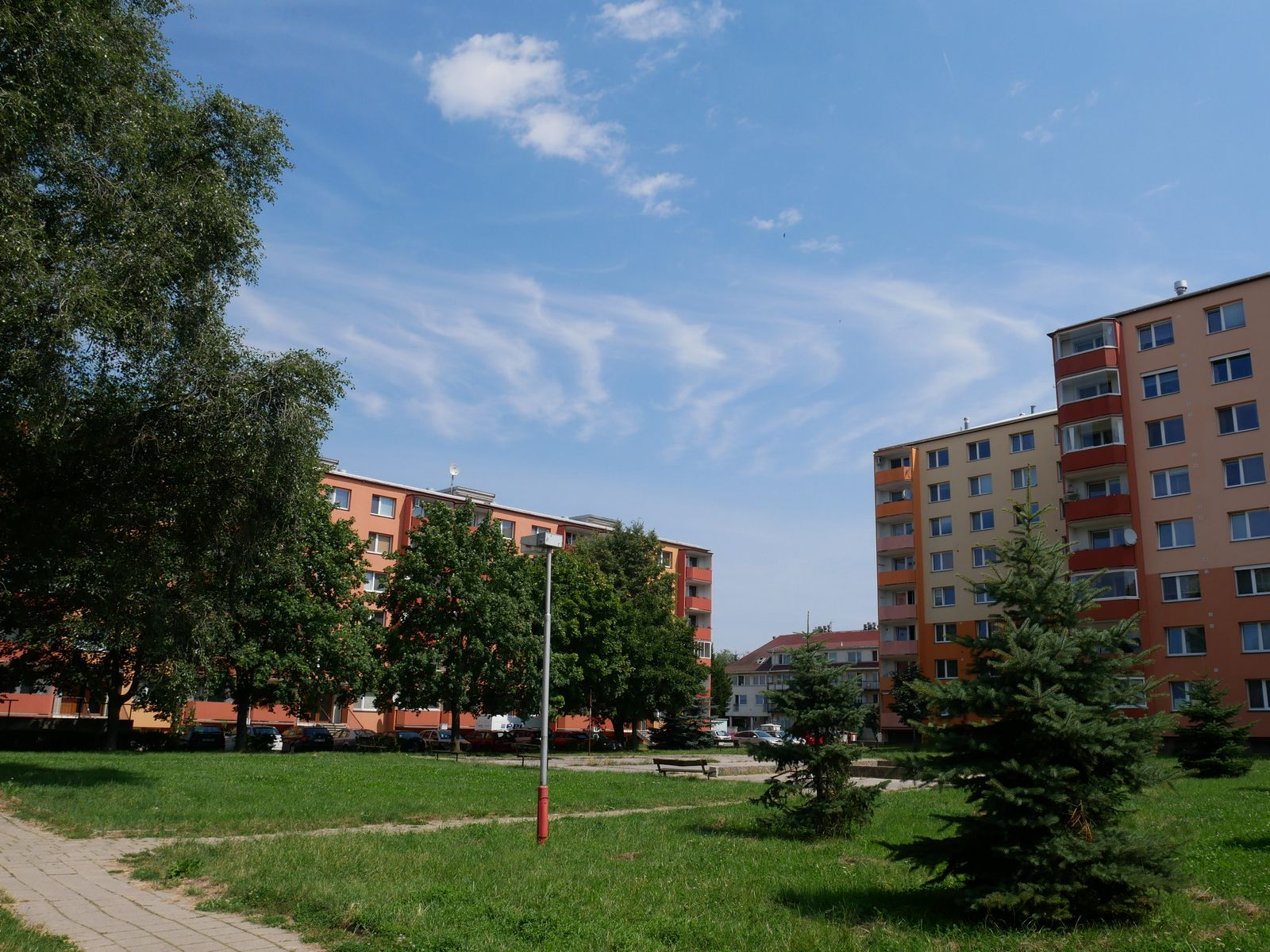
Sídliště Novosady
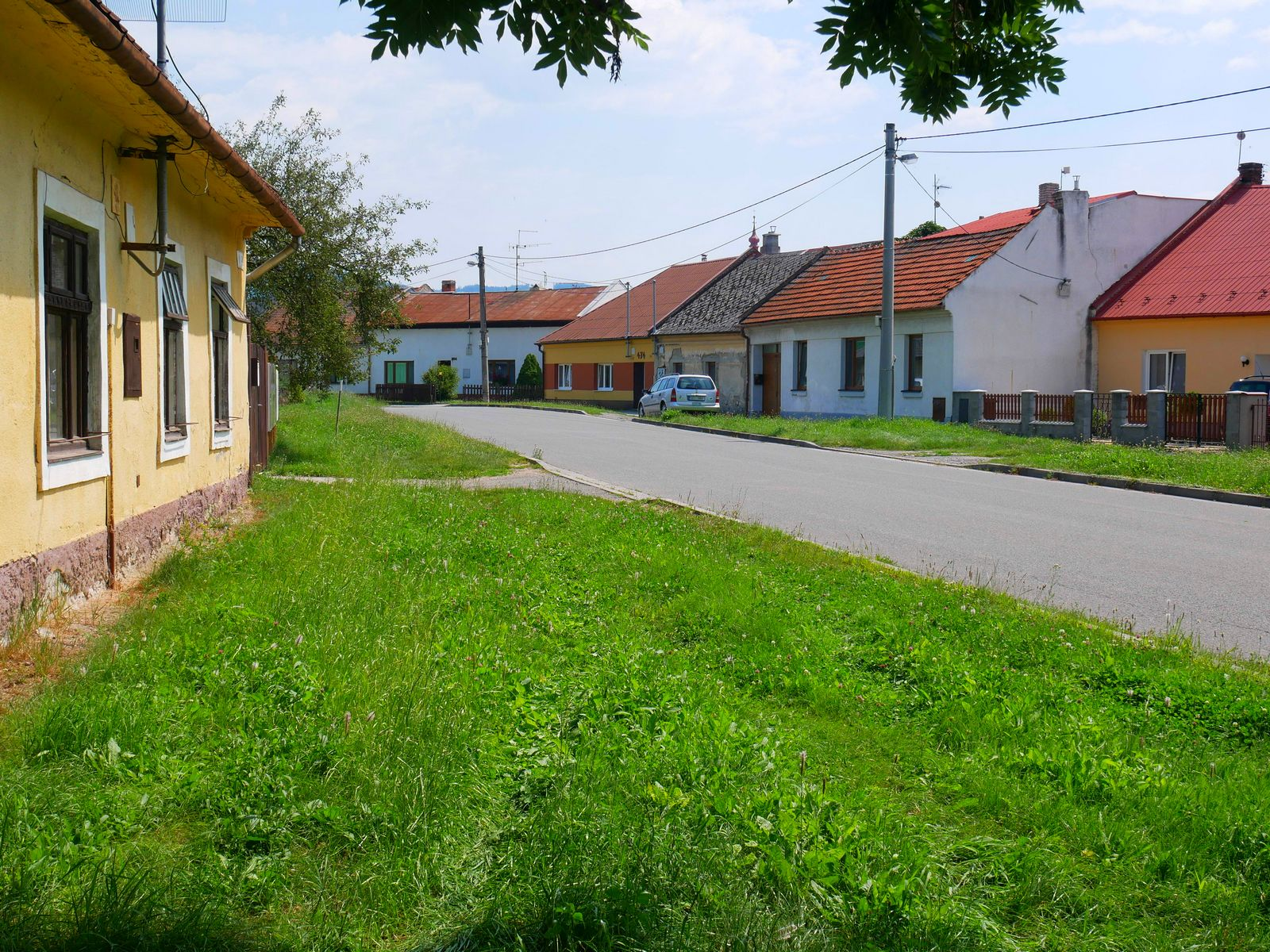
Zbytky původní zástavby v ulici Novosady
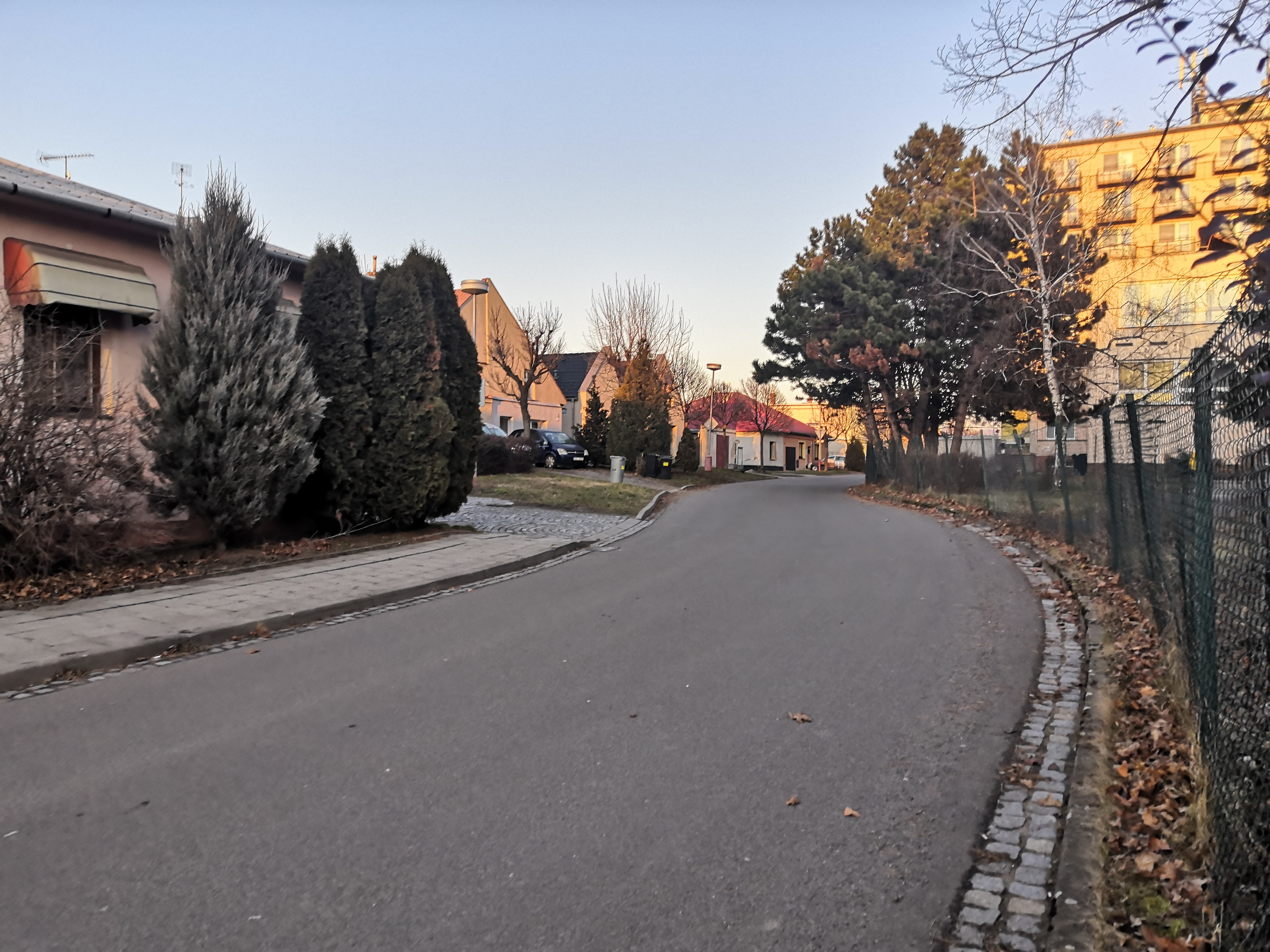
Ulice Hankeho u židovského hřbitova
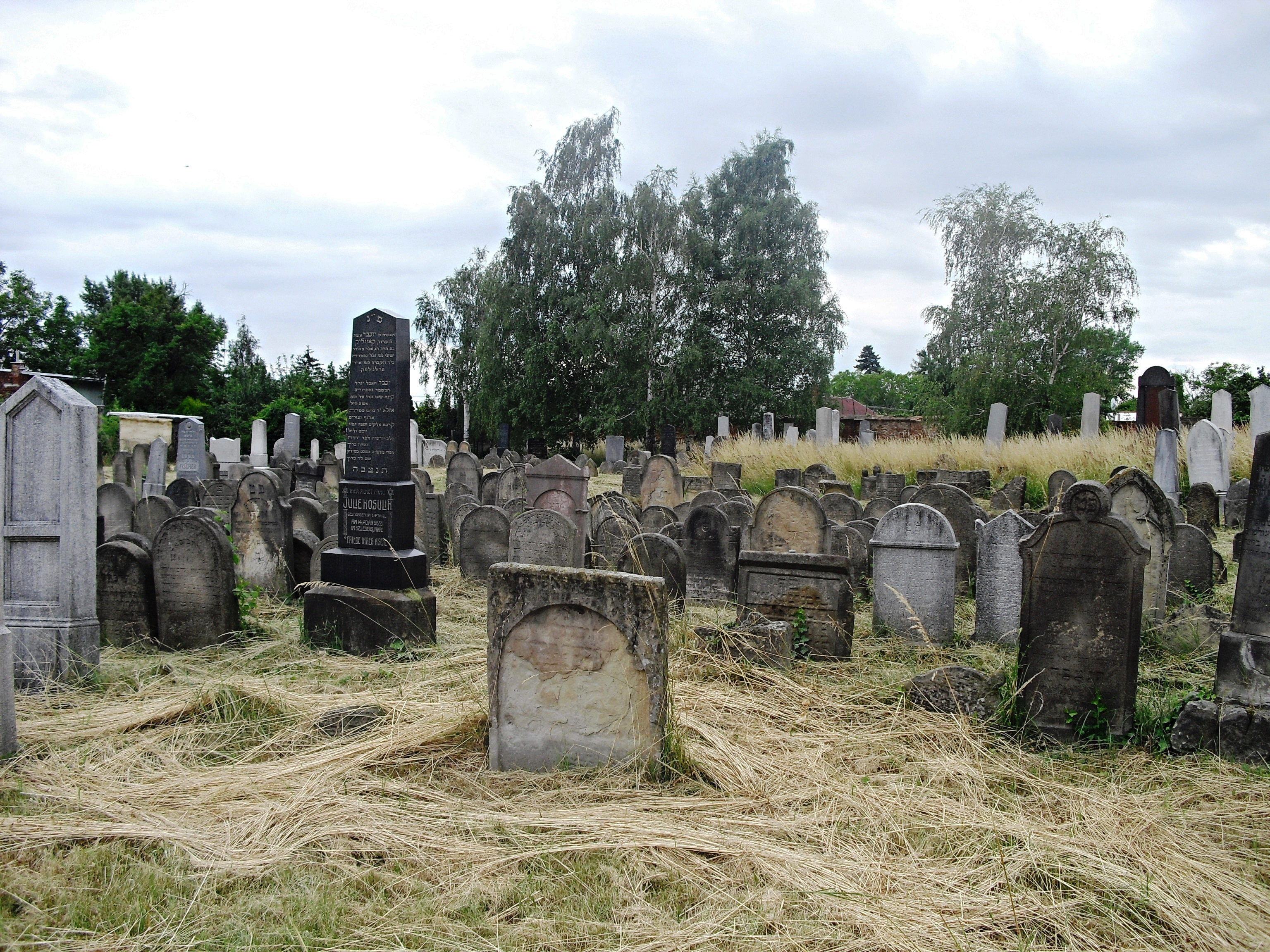
Židovský hřbitov
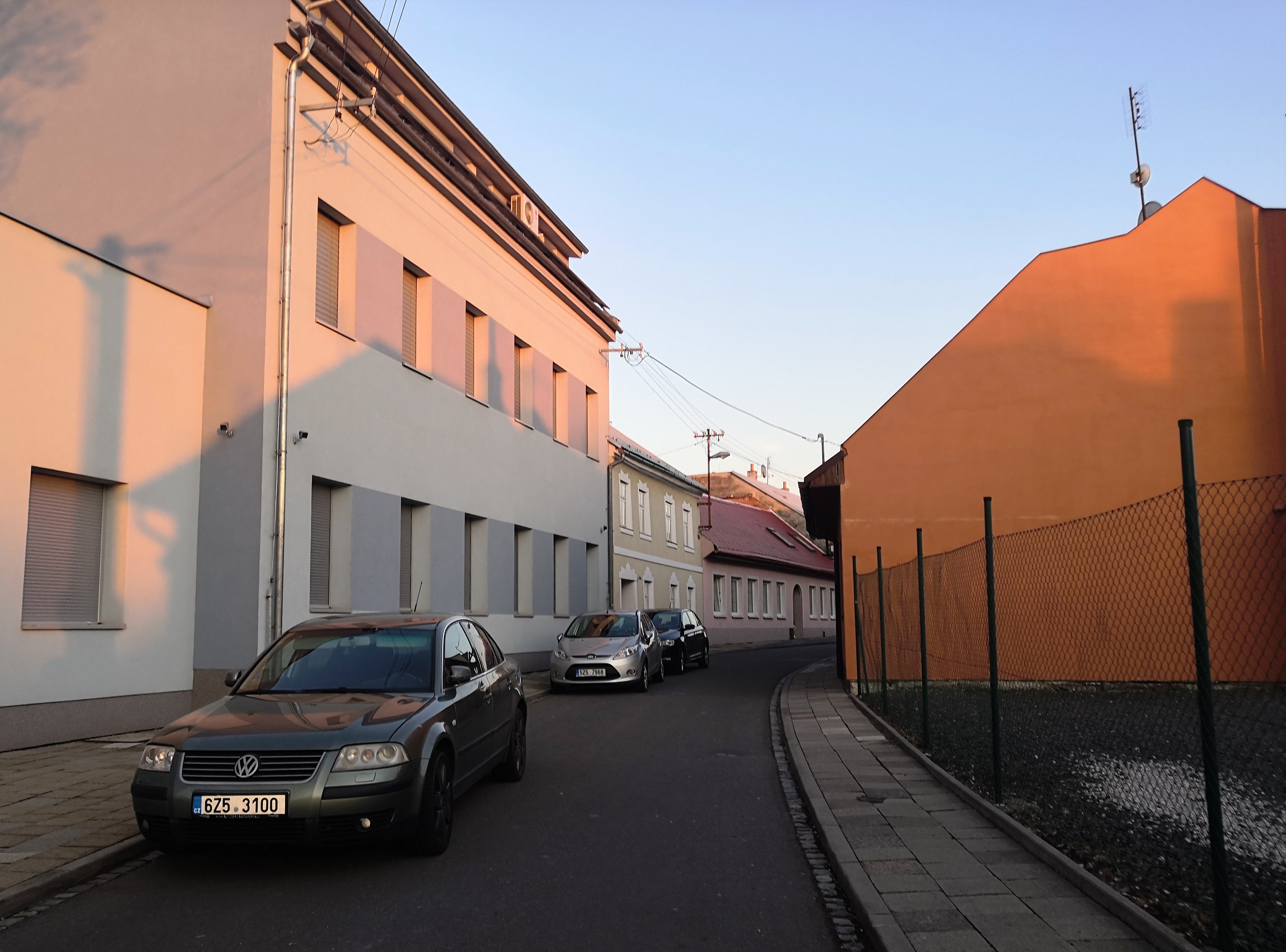
Ulice Dlažánky
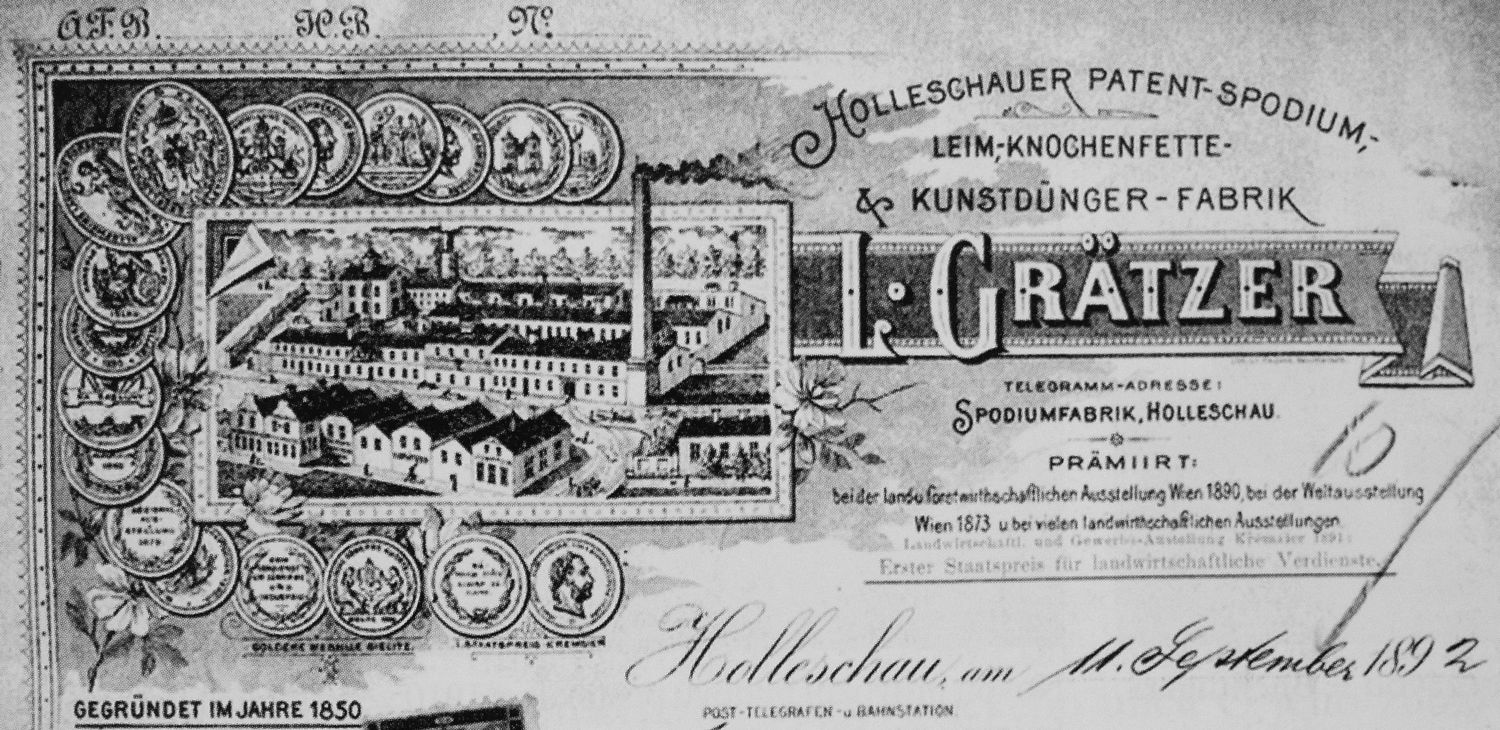
Košťárna na firemní korespondenci z roku 1892